# کاترین اپلگیت
کاترین آلیس اپلگیت (انگلیسی: Katherine Alice Applegate؛ زادهٔ ۹ اکتبر ۱۹۵۶) یک نویسنده، رمان‌نویس اهل ایالات متحده آمریکا است.

## زندگی‌نامه
کاترین اپلگیت، در ۱۹ اکتبر ۱۹۵۶ در آن‌آربور، میشیگان متولد شده‌است. آثار این نویسنده کودک و نوجوان بارها مورد تقدیر قرار گرفته و تاکنون ۳۵ میلیون نسخه از کتاب‌های مجموعه Animorphs که با همراهی همسرش نوشته، در جهان منتشر شده‌است. وی در سال ۲۰۱۳ بخاطر نگارش کتاب یکی و آن هم ایوان برنده مدال نیوبری شده‌است. وی هم‌اکنون در ارواین، کالیفرنیا زندگی می‌کند.

## آثار
- ۲۰۱۲ ایوان منحصر به فرد (با ترجمه کیوان عبیدی آشتیانی توسط انتشارات افق)
- خرس همکلاسی‌ات را گروگان نگیر (۲۰۰۸)
- هرگز پولیورت را با هیچ چیز عوض نکن
- هرگز دوستانت را به صندلی نچسبان (۲۰۰۸)
- هیچ وقت در سس سیب شنا نکن
- یکی و آن هم ایوان (۲۰۱۲)
- آدم و حوا (۲۰۱۳)
- پاستیل‌های بنفش (کرنشا) (۲۰۱۵)
- درخت آرزو